# Гутьеррес, Эстебан
Эстеба́н Мануэ́ль Гутье́ррес Гутье́ррес (исп. Esteban Manuel Gutiérrez Gutiérrez; родился 5 августа 1991 года в Монтеррее, Мексика) — мексиканский автогонщик; бронзовый призёр чемпионата GP2 (2012); чемпион серии GP3 (2010). В 2013—2014 и 2016 годах выступал в Формуле-1, представляя команды Sauber (2013—2014), Haas (2016); единственный раз финишировал в очковой зоне в Гран-при Японии 2013 года. Также на его счету 2 круга лидирования и быстрый круг в Гран-при Испании 2013 года.

## Общая информация
Мексиканец из состоятельной семьи, его родителям принадлежит компания Multigama Internacional S.A. de C.V. В семье Гутьерресов кроме Эстебана ещё пятеро детей, возможно поэтому его мама в какой-то момент увлеклась книгами по педагогике, самостоятельно написав несколько книг.
Первым серьёзным видом спорта, которым увлёкся мексиканец, стал баскетбол. После нескольких лет занятий этой игрой он получил в ходе одной из тренировок небольшую травму, из-за которой вынужден был бросить этот вид спорта. Дабы чем-нибудь занять ребёнка, родители купили ему карт.

## Спортивная карьера

### До Формулы-1
Новое занятие быстро захватило юношу. Видя интерес сына к подобного рода гонкам, родители устраивают его в национальный картинговый чемпионат Rotax Max Challenge. За следующие пару сезонов Эстебан сначала выигрывает юниорское первенство Мексики в своём классе, а затем неплохо проявляет себя в соревнованиях среди более опытных пилотов. Начинающего пилота замечают представители автоспортивного подразделения BMW, приглашая его сначала на тесты, а потом и помогая устроиться в одну из команд первенства Формулы-БМВ США. Гутьеррес оправдывает возложенные на него надежды и уже в первый год становится вице-чемпионом серии.
В 2008 году, при поддержке программы развития мексиканского автоспорта Escudería Telmex он участвует в тестах серии A1 Grand Prix, а также участвует в ряде европейских серий на машинах с открытыми колёсами. В первый год упор делается на европейское первенство всё той же Формулы-БМВ: мексиканец уверенно выигрывает этот чемпионат, выдав по ходу сезона серию из шести побед подряд. На мировом финале серии Гутьеррес также показывает себя с лучшей стороны: перед трибунами домашнего автодрома имени братьев Родригес он обходит всех по скорости на одном круге в квалификации, но в гонке занимает лишь третье место.
Ещё не закончив выступления в Формуле-БМВ, Эстебан уже отправляется на пробные старты в немецкую Формулу-3, а в 2009 году менеджмент устраивает ему расширенную программу выступлений в этом классе: совместив выступления в евросерии с участием в Masters и гонками британского чемпионата в Спа-Франкоршам и Портимане. Сезон проходит без особого блеска, но мексиканец активно учит новые для себя трассы и учится выступать на более быстрой технике в борьбе со всё более квалифицированными и опытными соперниками.
В 2010 году Escudería Telmex переводит Эстебана в только что созданный чемпионат GP3. Гутьеррес, оказавшись в ситуации, когда у его соперников нет превосходства в опыте за счёт знаний о настройке данной машины под конкретную трассу, оказывается сразу в группе лидеров по скорости, а большая, чем у конкурентов, стабильность результатов позволяет ему к концу сезона конвертировать уверенное лидерство в личном зачёте в чемпионский титул. За сезон было одержано пять побед и, несмотря на единственный финиш в очках в четырёх последних гонках, Эстебан обошёл ближайшего конкурента в чемпионате сразу на 17 очков.
В 2011—2012 годах Escudería Telmex начинает плотное сотрудничество с командой Sauber F1, отправляя одного из своих протеже — Серхио Переса — на место её второго пилота в чемпионате мира, а Гутьерресу достаётся место тест-пилота. Дабы не терять гоночной практики, мексиканец отправляется в серию GP2. За два года в этом чемпионате он подтверждает свою скорость: в 47 стартах он пять раз показывает лучшее время круга и трижды побеждает. По итогам сезона 2012 года Эстебан становится бронзовым призёром этого чемпионата.

### Формула-1
В конце 2012 года Escudería Telmex удаётся перевести Переса в McLaren F1 на сезон 2013 года, а на его место в Sauber отправляется Гутьеррес. Новая техника швейцарской команды сильно уступала прошлогодней, и если партнёр Эстебана Нико Хюлькенберг как-то смог её подстроить под себя ближе к середине сезона, то мексиканец зачастую ограничивался борьбой во второй десятке пелетона и до очковой зоны добрался лишь один раз (7-е место на Гран-при Японии), и ещё ему однажды удалось воспользоваться поздней сменой покрышек, записав на свой счёт лучший круг в гонке на Гран-при Испании (Гутьеррес также недолго лидировал в этой гонке). В чемпионате Эстебан Гутьеррес занял 16-е место.
Год спустя, в сезоне 2014 года, большего прогресса результатов достичь не удалось, а более слабая техника, подготовленная Sauber и его мотористами из Ferrari к этому сезону, лишила Эстебана и его нового партнёра Адриана Сутиля даже шансов бороться за финиши в очковой зоне в большинстве гонок. В результате команда не набрала ни одного очка, и оба пилота покинули Sauber. В 2015 их заменили Фелипе Наср и Маркус Эрикссон.
Эстебан Гутьеррес был резервным пилотом команды Ferrari в 2015 году. На следующий год, в сезоне 2016 года, в Формуле-1 появилась новая команда — Haas F1 Team, использовавшая моторы Ferrari. Эстебан Гутьеррес стал её пилотом, наряду с Роменом Грожаном. Если Грожану удалось набрать очки в пяти Гран-при (22 из 29 очков были набраны в Гран-при Австралии, Бахрейна и России на старте сезона), то Эстебан Гутьеррес не финишировал в очковой зоне ни разу, несмотря на то, что иногда квалифицировался выше напарника. Кроме того, в Австралии Гутьеррес столкнулся с пилотом McLaren Фернандо Алонсо, который в результате столкновения получил травму и пропустил из-за этого Гран-при Бахрейна. Во время Гран-при Бразилии стало известно о том, что в 2017 году Эстебан Гутьеррес в Haas выступать не будет. Новым пилотом команды в 2017 году стал Кевин Магнуссен.

### После Формулы-1
В 2017 году Эстебан Гутьеррес стал официальным послом Формулы-Е и принял участие в трёх этапах сезона 2016—2017, заработав в общей сложности 5 очков.
Эстебан Гутьеррес принял участие в сезоне 2017 Indycar, заменив травмированного Себастьена Бурдэ.

## Статистика результатов
| 2007 | Формула-БМВ США              | Team Autotecnica      | 14         | 9          | 2          | 4          | 436        | 2          |
| 2007 | Формула-БМВ ADAC             |                       | 2          | 0          | 1          | 0          | 46         | 26-й       |
| 2007 | Мировой финал Формулы-БМВ    | Team Autotecnica      | 1          | 0          | 0          | 0          |            | 25-й       |
| 2008 | Европейская Формула-БМВ      | Josef Kaufmann Racing | 16         | 3          | 9          | 7          | 353        | 1          |
| 2008 | Мировой финал Формулы-БМВ    | Josef Kaufmann Racing | 1          | 1          | 0          | 0          |            | 3          |
| 2008 | International Formula Master | Trident Racing        | 2          | 0          | 0          | 0          | 8          | 19-й       |
| 2008 | Немецкая Формула-3           | Josef Kaufmann Racing | 2          | 0          | 0          | 0          | 0          | НК         |
| 2009 | Британская Формула-3         | ART Grand Prix        | 4          | 0          | 1          | 0          | 0          | НК         |
| 2009 | Евросерия Формулы-3          | ART Grand Prix        | 20         | 0          | 0          | 0          | 26         | 9-й        |
| 2009 | F3 Masters                   | ART Grand Prix        | 1          | 0          | 0          | 0          |            | 17-й       |
| 2010 | Британская Формула-3         | ART Grand Prix        | 3          | 0          | 0          | 0          | 0          | НК         |
| 2010 | Евросерия Формулы-3          | ART Grand Prix        | 2          | 0          | 0          | 0          | 0          | НК         |
| 2010 | GP3                          | ART Grand Prix        | 16         | 3          | 6          | 5          | 88         | 1          |
| 2011 | GP2 Asia                     | ART Grand Prix        | 4          | 0          | 0          | 0          | 3          | 11-й       |
| 2011 | GP2                          | ART Grand Prix        | 17         | 0          | 0          | 1          | 15         | 13-й       |
| 2011 | GP2 Final                    | ART Grand Prix        | 2          | 0          | 0          | 0          | 2          | 8-й        |
| 2011 | Формула-1                    | Sauber F1             | тест-пилот | тест-пилот | тест-пилот | тест-пилот | тест-пилот | тест-пилот |
| 2012 | GP2                          | ART Grand Prix        | 24         | 0          | 5          | 3          | 176        | 3          |
| 2012 | Формула-1                    | Sauber F1             | тест-пилот | тест-пилот | тест-пилот | тест-пилот | тест-пилот | тест-пилот |
| 2013 | Формула-1                    | Sauber F1             | 19         | 0          | 1          | 0          | 6          | 16-й       |
| 2014 | Формула-1                    | Sauber F1             | 19         | 0          | 0          | 0          | 0          | 20-й       |

### GP3
| 2010 | ART | CA1 3 | TU1 1 | VA1 1 | SI1 1 | HO1 4 | HU1 2 | SP1 16 | MO1 1  | 88 | 1-й |
| 2010 | ART | CA2 3 | TU2 7 | VA2 7 | SI2 3 | HO2 1 | HU2 5 | SP2 7  | MO2 НФ | 88 | 1-й |

Жирным выделен старт с поул-позиции. Курсивом — быстрейший круг в гонке.
В первой строчке показаны результаты субботних гонок, во второй — воскресных.

### GP2
| 2011 | ART   | TU1 НФ | CA1 НФ | MO1 12 | VA1 7  | SI1 10 | NU1 12 | HU1 НФ | SP1 14 | MO1 9 |        |        |       | 15  | 13-й |
| 2011 | ART   | TU2 11 | CA2 12 |        | VA2 1  | SI2 8  | NU2 НФ | HU2 2  | SP2 7  | MO2 6 |        |        |       | 15  | 13-й |
| 2012 | Lotus | MY1 7  | BA1 3  | BA3 10 | CA1 10 | MO1 23 | VA1 1  | SI1 1  | HO1 10 | HU1 8 | SP1 11 | MO1 9  | SI1 2 | 176 | 3-й  |
| 2012 | Lotus | MY2 2  | BA2 2  | BA4 4  | CA2 7  | MO2 8  | VA2 НФ | SI2 4  | HO2 5  | HU2 1 | SP2 13 | MO2 НФ | SI2 6 | 176 | 3-й  |

Жирным выделен старт с поул-позиции. Курсивом — быстрый круг в гонке.
В первой строчке показаны результаты субботних гонок, во второй — воскресных.

### Формула-1
| Легенда к таблице |                                                                    |
| --- | ------------------------------------------------------------------ |
| В таблице перечислены результаты всех Гран-при Формулы-1, в которых принимал участие гонщик. Строками таблицы являются сезоны, столбцами — этапы чемпионата мира. В каждой клетке указаны сокращённое название этапа и результат, дополнительно обозначенный цветом. Расшифровка обозначений и цветов представлена в нижеследующей таблице. |                                                                    |
| \| Пример \| Описание \| \| ------------ \| ------------------------------------------------------------------ \| \| 1 \| Победитель \| \| 2 \| Второе место \| \| 3 \| Третье место \| \| 5 \| Финишировал, заработав очки \| \| Сход \| Не финишировал, но при этом заработал очки \| \| 12 \| Финишировал, не получив очков \| \| НКЛ \| Финишировал, но не попал в финальную классификацию \| \| 15 \| Участвовал вне зачёта, либо по отдельной классификации \| \| 18 \| Не финишировал, но попал в финальную классификацию \| \| Сход \| Не финишировал \| \| НКВ \| Не прошёл квалификацию \| \| НПКВ \| Не прошёл предквалификацию \| \| ДСК \| Дисквалифицирован \| \| ИСК \| Исключён из протокола соревнований \| \| ТТ \| Заявлен для участия только в тренировках \| \| НС \| Участвовал в квалификации, но не стартовал в гонке \| \| Т \| Травмирован или болен \| \| ОТК \| Отказ от участия \| \| НТР \| Прибыл на соревнования, но на трассу не выезжал \| \| НПР \| Был заявлен в числе участников, но не прибыл к началу соревнований \| \| О \| Соревнования отменены \| \| \| Не участвовал \| \| Поул-позиция \| \| \| Быстрый круг \| \| |                                                                    |
| Пример | Описание                                                           |
| 1 | Победитель                                                         |
| 2 | Второе место                                                       |
| 3 | Третье место                                                       |
| 5 | Финишировал, заработав очки                                        |
| Сход | Не финишировал, но при этом заработал очки                         |
| 12 | Финишировал, не получив очков                                      |
| НКЛ | Финишировал, но не попал в финальную классификацию                 |
| 15 | Участвовал вне зачёта, либо по отдельной классификации             |
| 18 | Не финишировал, но попал в финальную классификацию                 |
| Сход | Не финишировал                                                     |
| НКВ | Не прошёл квалификацию                                             |
| НПКВ | Не прошёл предквалификацию                                         |
| ДСК | Дисквалифицирован                                                  |
| ИСК | Исключён из протокола соревнований                                 |
| ТТ | Заявлен для участия только в тренировках                           |
| НС | Участвовал в квалификации, но не стартовал в гонке                 |
| Т | Травмирован или болен                                              |
| ОТК | Отказ от участия                                                   |
| НТР | Прибыл на соревнования, но на трассу не выезжал                    |
| НПР | Был заявлен в числе участников, но не прибыл к началу соревнований |
| О | Соревнования отменены                                              |
| | Не участвовал                                                      |
| Поул-позиция |                                                                    |
| Быстрый круг |                                                                    |

| Сезон | Команда        | Шасси      | Двигатель              | Ш | 1        | 2        | 3        | 4      | 5      | 6        | 7      | 8      | 9        | 10       | 11       | 12     | 13     | 14       | 15     | 16       | 17     | 18       | 19     | 20       | 21     | Место | Очки |
| ----- | -------------- | ---------- | ---------------------- | - | -------- | -------- | -------- | ------ | ------ | -------- | ------ | ------ | -------- | -------- | -------- | ------ | ------ | -------- | ------ | -------- | ------ | -------- | ------ | -------- | ------ | ----- | ---- |
| 2013  | Sauber F1 Team | Sauber C32 | Ferrari Type 056 V8    | P | АВС 13   | МАЛ 12   | КИТ Сход | БАХ 18 | ИСП 11 | МОН 13   | КАН 20 | ВЕЛ 14 | ГЕР 14   | ВЕН Сход | БЕЛ 14   | ИТА 13 | СИН 12 | КОР 11   | ЯПО 7  | ИНД 15   | АБУ 13 | США 13   | БРА 12 |          |        | 16    | 6    |
| 2014  | Sauber F1 Team | Sauber C33 | Ferrari 059/3 1,6 V6   | P | АВС 12   | МАЛ Сход | БАХ Сход | КИТ 16 | ИСП 16 | МОН Сход | КАН 14 | АВТ 19 | ВЕЛ Сход | ГЕР 14   | ВЕН Сход | БЕЛ 15 | ИТА 20 | СИН Сход | ЯПО 13 | РОС 15   | США 14 | БРА 14   | АБУ 15 |          |        | 20    | 0    |
| 2016  | Haas F1 Team   | Haas VF-16 | Ferrari 059/5 1.6 V6 t | P | АВС Сход | БАХ Сход | КИТ 14   | РОС 17 | ИСП 11 | МОН 11   | КАН 13 | ЕВР 16 | АВТ 11   | ВЕЛ 16   | ВЕН 13   | ГЕР 11 | БЕЛ 12 | ИТА 13   | СИН 11 | МАЛ Сход | ЯПО 20 | США Сход | МЕК 19 | БРА Сход | АБУ 12 | 21    | 0    |